# Rozália Lelkesné
Rozália Lelkes (Keszthely, 14 de agosto de 1950) é uma ex-handebolista húngara, medalhista olímpica.
Rozália Lelkesfez parte do elenco medalha de bronze, em Montreal 1976.